# Once Upon a Time in Wonderland
Once Upon a Time in Wonderland is een Amerikaanse televisieserie van ABC. De reeks is bedacht door schrijvers Edward Kitsis, Adam Horowitz, Zack Estrin en Jane Espenson en gaat over Alice, die naar Wonderland reist om haar geliefde Cyrus te redden. Hierbij krijgt ze hulp van de sarcastische Will Scarlet en de zenuwachtige White Rabbit. Echter, niet iedereen is te vertrouwen en Alices vijanden zijn niet gemakkelijk te verslaan. Het verhaal is licht gebaseerd op het verhaal Alices Adventures in Wonderland van Lewis Carroll.
Seizoen 1 ging in Amerika in première op 10 oktober 2013. Once Upon a Time in Wonderland is voorlopig nog niet te zien in Nederland en België. Tevens is nog niet bekend of er een tweede seizoen komt. Once Upon a Time in Wonderland is een spin-off van Once Upon a Time.

## Cast

### Hoofdrollen
In seizoen 1 spelen Sophie Lowe, Michael Socha, Naveen Andrews, Emma Rigby, Peter Gadiot en John Lithgow de hoofdrollen.
- Sophie Lowe speelt Alice, een creatieve en avontuurlijke vrouw die via een konijnenhol haar weg vindt naar Wonderland. Als klein meisje beleeft ze daar al vele avonturen. Als ze weer terugkeert naar huis, is haar vader geschokt. Alice was zo lang vermist dat ze dood gewaand werd. Alices vader gelooft haar verhalen over Wonderland niet en denkt dat ze gek is. Alice weet echter dat alles wat zij heeft meegemaakt, echt is gebeurd en dat zal ze hoe dan ook aan haar vader bewijzen. Later keert ze dan ook meerdere malen terug naar Wonderland. Op een gegeven moment ontmoet ze daar Cyrus, een geest in een lamp die door een wens terecht is gekomen in Wonderland. Samen reizen ze naar vele plaatsen en ze worden verliefd. Door een aanval van Red Queen denkt Alice dat Cyrus gestorven is. Ze keert huiswaarts, waar haar vader haar op laat sluiten in een gekkenhuis. Daar willen de dokters een nieuwe procedure op haar toepassen, waardoor ze alles over Wonderland zal vergeten. Alice is klaar om haar verleden, en vooral haar pijnlijke herinnering aan Cyrus' dood, los te laten. Dan krijgt ze echter ongelooflijk nieuws: Cyrus blijkt nog te leven. Alice ontsnapt uit het gekkenhuis en keert samen met Will Scarlet en White Rabbit terug naar Wonderland, om haar geliefde te redden.
- Michael Socha speelt Will Scarlet/Knave of Hearts. Hij is sarcastisch en mysterieus en heeft vele (nog onbekende) slechte dingen gedaan in Wonderland. Hij helpt Alice om Cyrus te vinden, omdat hij dan als beloning drie wensen zal krijgen. In Wonderland staat hij bekend als Knave of Hearts. Hij komt echter oorspronkelijk uit the Enchanted Forest, waar hij als Will Scarlet deel uitmaakte van de Merry Men van Robin Hood. De vloek, waar in de hoofdserie Once Upon a Time veel aandacht aan wordt besteed, heeft hem meegevoerd naar Storybrooke, waar hij een nieuw leven wilde opbouwen, totdat White Rabbit naar hem toe kwam om te zeggen dat Cyrus nog leeft.
- Naveen Andrews speelt Jafar. Hij komt oorspronkelijk uit Agrabah en zit al een tijdje achter Cyrus aan. Hij wil namelijk via de geest uit de lamp de grenzen van magie verleggen. Hij is erg machtig en genadeloos.
- Emma Rigby speelt Red Queen. Ze is de verwende koningin van Wonderland, die om een nog onbekende reden Jafar helpt met zijn plan om de grenzen van magie te verleggen.
- Peter Gadiot speelt Cyrus. Hij is een geest uit een lamp en komt oorspronkelijk uit Agrabah. Al vele jaren is hij verplicht de vinders van zijn lamp tot dienst te staan. Zij krijgen van hem maximaal drie wensen. Daarna gaat hij weer terug in zijn lamp en wacht hij tot de volgende persoon hem vindt. Als Alice Cyrus' lamp vindt, worden de twee verliefd op elkaar. Alice belooft om haar drie wensen nooit te gebruiken, zodat zij en Cyrus samen kunnen blijven en Cyrus vrij is. Alice denkt dat Cyrus gestorven is na een aanval van Red Queen, maar hij blijkt nog te leven. Momenteel heeft Jafar hem opgesloten.
- John Lithgow spreekt de stem in van White Rabbit. White Rabbit is degene die Will zover krijgt om Alice uit het gekkenhuis te redden. Hij zegt tegen Will dat hij Cyrus levend en wel gezien heeft en dat Alice terug moet keren naar Wonderland om Cyrus te zoeken. White Rabbit blijkt echter niet te vertrouwen te zijn, daar hij om nog onbekende redenen een deal heeft gesloten met Red Queen en eigenlijk dus haar helpt. Hij bespioneert Alice en probeert om cruciale informatie uit haar te krijgen, zodat hij dit kan doorbrieven aan de koningin.

### Terugkerende rollen
De zes hoofdrolspelers worden versterkt door de volgende terugkerende personages en gastrollen.
- Lee Arenberg als Leroy
- Jessy Schram als Ashley Boyd
- Jonny Coyne als Dr. Lydgate
- Keith David als Cheshire Cat (stem)
- Ben Cotton als Tweedledum
- Matty Finochio als Tweedledee
- Iggy Pop als Caterpillar (stem)
- Brian George als de Oude Gevangene
- Jordana Largy als Silvermist
- Sean Maguire als Robin Hood

## Afleveringen
| Nr. | Titel                | Regisseur       | Schrijver(s)                                                                | Uitzenddatum Verenigde Staten |  |
| --- | -------------------- | --------------- | --------------------------------------------------------------------------- | ----------------------------- |  |
| 1 (1-01) | Down the Rabbit Hole | Ralph Hemecker  | Edward Kitsis, Adam Horowitz, Zack Estrin en Jane Espenson                  | 10 oktober 2013               |  |
| Een jonge Alice keert terug naar huis, waar haar vader haar vertelt dat iedereen dacht dat ze dood was. Haar fantasierijke verhalen over een wit konijn dat kan praten en een mysterieuze plaats die Wonderland heet, zorgen ervoor dat ze opgenomen wordt in een gekkenhuis. Daar wil Dr. Lydgate een nieuwe behandeling op haar toepassen. Deze behandeling zal ervoor zorgen dat Alice haar pijn vergeet. Vlak voordat de behandeling plaatsvindt, wordt Alice gered door de Knave of Hearts. Hij brengt haar naar het witte konijn, die meent dat Alices geliefde Cyrus, van wie zij dacht dat hij dood was, nog leeft. Het trio springt via een portaal naar Wonderland, waar Alice aan een gevaarlijke zoektocht begint. De kwaadaardige Jafar en de Red Queen hebben echter andere plannen met haar. |                      |                 |                                                                             |                               |  |
| 2 (1-02) | Trust Me             | Romeo Tirone    | Rina Mimoun                                                                 | 17 oktober 2013               |  |
| In Wonderland bedenkt Alice een plan om Cyrus te vinden. Ze gebruikt zijn lamp als lokaas om te zien wie haar vijand is. Tegelijkertijd vindt er een machtsstrijd plaats tussen Jafar en Red Queen. Ondertussen, in een flashback, ontmoeten Cyrus en Alice elkaar en worden ze verliefd. |                      |                 |                                                                             |                               |  |
| 3 (1-03) | Forget me Not        | David Solomon   | Richard Hatem                                                               | 24 oktober 2013               |  |
| In een flashback is Will Scarlet te zien, die in Wonderland de Knave of Hearts is. Will is lid van Robin Hoods Merry Men en wil met de groep goud stelen uit het kasteel van Maleficent. Daar neemt hij zelf een magische spiegel mee en dat heeft grote gevolgen. Ondertussen, in het hedendaagse Wonderland, lukt het Cyrus om Jafar en Red Queen in een val te laten trappen. Zij sturen een Bandersnatch achter Alice aan, die iets onthult wat White Rabbit eerst verborgen hield. |                      |                 |                                                                             |                               |  |
| 4 (1-04) | The Serpent          | Ralph Hemecker  | Edward Kitsis, Adam Horowitz, Zack Estrin, Jane Espenson en Jan Nash        | 7 november 2013               |  |
| Nu het leven van de Knave in gevaar is moeten Alice en haar nieuwe vriend Lizard hem redden, maar het kan zijn dat Alice hiervoor een van haar drie wensen moet gaan gebruiken. Alice leert meer over de achtergrond van de Knave door haar vriendschap met Lizard. Ondertussen is de Red Queen verscheurd tussen liefde en macht wanneer Jafar het leven van de Knave bedreigt en in het verleden komt een jonge Jafar Cyrus voor het eerst tegen. |                      |                 |                                                                             |                               |  |
| 5 (1-05) | Heart of Stone       | Paul A. Edwards | Edward Kitsis, Adam Horowitz, Zack Estrin, Jane Espenson en Katie Wech      | 14 november 2013              |  |
| Nadat Cyrus is ontsnapt uit Jafar's kerkers, biedt de Rode Koningin Alice de informatie aan in ruil voor magisch stof. In het verleden, de Knave en Anastasia komen aan in Wonderland en proberen de kroonjuwelen te stelen. Ze worden echter gevangengenomen en de Rode Koningin biedt Anastasia de keuze van het huwelijk of de dood. |                      |                 |                                                                             |                               |  |
| 6 (1-06) | Who's Alice?         | Ron Underwood   | Edward Kitsis, Adam Horowitz, Zack Estrin, Jane Espenson en Jerome Schwartz | 21 november 2013              |  |
| ... |                      |                 |                                                                             |                               |  |
| 7 (1-07) | Bad Blood            | Ciaran Donnelly | Edward Kitsis, Adam Horowitz, Zack Estrin en Jane Espenson                  | 5 december 2013               |  |
| ... |                      |                 |                                                                             |                               |  |
| 8 (1-08) | Home                 | Romeo Tirone    | Edward Kitsis, Adam Horowitz & Zack Estrin                                  | 12 december 2013              |  |
| ... |                      |                 |                                                                             |                               |  |

## Connectie met Once Upon a Time
Omdat Once Upon a Time in Wonderland een spin-off is van Once Upon a Time, zijn er enkele connecties tussen deze twee series. Deze connecties lijken vooral te bestaan via Will Scarlet/Knave of Hearts. Hij heeft namelijk interacties gehad met meerdere personages uit de hoofdserie, zoals Leroy, Ashley Boyd, Robin Hood en de Merry Men en Maleficent. Will woonde zelf ten tijde van de vloek uit de hoofdserie ook in Storybrooke.